# 熊谷登喜夫
熊谷 登喜夫（くまがい ときお、1947年（昭和22年）8月9日 - 1987年（昭和62年）10月25日）は、日本のファッションデザイナーである。
1980年代にフランス・パリのモード業界で、身近な動物や鳥や花や昆虫や食べ物、有名なアート作品をモチーフにした、ユーモア溢れる独創性な靴を多数デザイン発表し、足元のファッションの彩りを増やした気鋭溢れていたファッションデザイナーであったが、活動期間が10年にも満たない40歳の若さで夭折した、日本的なデザインでフランス・パリのモード業界に足跡を遺した伝説的なデザイナーとして知られている。

## 生涯

### 渡仏から頭角を現す
1947年（昭和22年）8月9日、宮城県仙台市に生まれる。
1966年（昭和41年）、文化服装学院デザイン科に入学。学院に在籍中の1968年（昭和43年）に、新人デザイナーの登竜門的な賞である第24回「装苑賞」を若干20歳で受賞する。また第7回デザイン大賞遠藤賞も受賞する。
1970年（昭和45年）、学院を卒業後、受賞した時の副賞で得た航空券を手に渡仏し、「カステルバジャック（フランス語: Jean-Charles_de_Castelbajac）」で経験を積みフリーランスのstylisteとなり、イタリアの「フィオルッチ（英語: Fiorucci）」にデザインを提供するようになる。
1980年（昭和55年）、パリに自身のメゾン（デザイン会社）となる「TOKIO KUMAGAI ABC DESIGN PARIS」を設立。自身のブランドを設立する。「コム・デ・ギャルソン」の1年前となる1981年（昭和56年）には自身初となるブティック「TOKIO KUMAGAI」をヴィクトワール広場にオープン。1982年（昭和57年）に2店舗目をサントノーレ通りにオープンさせ、1985年（昭和60年）には15区にあるグルネル通りに3店舗目をオープン。パリに計3店舗のブティックを持ち、フランス・パリを拠点に活動していった。

### ユーモア溢れる靴デザイナー
「モードの中で常に脇役扱いされる靴に現代的なデザインを取り入れたかった」と、「フィオルッチ（英語: Fiorucci）」との仕事を通して、靴デザインや靴職人としての教育は受けていないにもかかわらず、靴のデザインを手がけるようになる。
モノトーンのシックな紐靴というシンプルなデザインのみならず、ネズミやキツネやシマウマ、白鳥や鶏や鴨や、テントウムシなどの動物や鳥や昆虫や、コンスタンティン・ブランクーシやワシリー・カンディンスキーなどの著名なアーティストの作品から着想を得たデザインシリーズや、花や果物や仮面、そしてレーシングカーまでもモチーフとして取り入れた多種多様なデザインのパンプスやシューズ、1984年（昭和59年）頃に発表された「食べる靴」と題されたデザインシリーズとなる、食品サンプルに用いられる樹脂で生肉を模した素材を使った「すき焼き」と題されたオックスフォードシューズや、本物の赤飯に樹脂を混ぜて制作された下駄など、そのアバンギャルドかつユーモアと独創性溢れたデザインセンスは靴のデザインの幅を広げたと評された。

### モード業界での躍進
1980年代初頭からは衣服や時計などの服飾アクセサリーのデザインも手がけるようになる。1983年（昭和58年）、「TOKIO KUMAGAÏ」（レディースライン：レディース服）を発表し、1985年（昭和60年）には「TOKIO KUMAGAÏ homme」（メンズライン：メンズ服）を発表。1984年（昭和59年）にはセイコー製のウォッチ「TOKIO KUMAGAÏ　MINUTE」を発表。独創的かつシンプルであった数々の衣服や服飾デザインは国際的な評価を受けた。
ファッションセンスの高い人々の間でたちまち人気となり、1日100足もの商品が売れたとも言われている。そしてダイアナ妃やステファニー・ド・モナコら、王室の女性も顧客となっていたという。
また日本ではメンズ服のファッション・デザイナーとして活動していった。1980年（昭和55年）には「JUN」のDOMONでデザイナーを務め、「TOKIO by DOMON（トキオ・バイ・ドモン）」の名でコレクションを発表していた。その後、1983年（昭和58年）には日本の東京に「トキオ・クマガイ・インターナショナル」を設立。翌年1984年（昭和59年）にはアパレルメーカー「イトキン」傘下に入り、東京・代官山にブティックをオープン。ブランド「トキオ・クマガイ」が日本でも販売されるようになった。
同じ日本人である永澤陽一や松島正樹を自身のメゾンに迎え入れ弟子として育成し、アシスタントデザイナーとして各ブランドの補佐を務めさせた。
そして1984年（昭和59年）にはニューヨーク・マディソン街にもブティックをオープン。世界に向けて順調にそのキャリアを積み重ねていった。

### 突然の逝去、そして終焉
しかし1987年（昭和62年）10月26日、「毎日ファッション大賞」を受賞したデザイナーとしての絶頂期に、パリ市内の病院で享年40で急逝してしまう。
フランスの新聞「ル・フィガロ」は、「【靴】は、そのユーモリストである熊谷登喜夫を失った」と報じたという。
亡くなった当時、朝日新聞の訃報などでは「肝臓癌のため死去」、また日経産業新聞の特集記事には「腎臓癌で死去」などと記されていた。現在でも大手新聞の特集記事や展覧会の解説文など、公な文章では一律して死因については語られず、もしくは「病気のため死去」「病死」と記され、2022年（令和4年）6月5日付の日本経済新聞の記事でも肝臓癌で逝去と記されている。
しかしその一方で死因が「ヒト免疫不全ウイルス（HIV）」感染による「後天性免疫不全症候群発症（通称「AIDS」）」である事が、公に認められていないのにもかかわらず、あたかも確定事項であるように断定的に記す雑誌記事や書籍などが多数存在し、LGBT啓蒙活動のためのメディアでも「熊谷登喜夫は同性愛者であり、AIDS発症により死亡した人物」として扱われるようになっている。
社員の一人は「身体の具合が悪いとは聞いてはいたが、ここまで病状が悪化していたとは思わなかった」と漏らした。それほどの突然過ぎる急逝であった。
熊谷死去の報を聞いた取引先から「ブランドは残るのか」という問い合わせが殺到し、「トキオ・クマガイ」のメゾンは大混乱に陥った。「トキオ・クマガイ」と親会社であるイトキンは即時に「ブランドは存続させる」と宣言する一方で連日会議を開き、デザイン部門担当などについて決議し、同年11月中旬に新体制を発表した。
取締役マネージャーの馬場浩（後の馬場浩史）は「「トキオ・クマガイ」はデザイナー名ではなく商標である」と回答し、新しいデザイン体制として「合議制の服作りではどっちつかずのインパクトの弱いデザインしか出来ない。後継者をしっかり決めて全面的に任せる」と馬場は言い切り
、熊谷のアシスタントデザイナーであった永澤陽一や松島正樹たちが4つあった熊谷ブランドのそれぞれのチーフデザイナーに、そして馬場は「トキオ・クマガイ」統括プロデューサーに就任。永沢や松島たち4人のデザイナーは、熊谷の生前からデザインや素材選びなどで熊谷を補佐し、4ブランドの統一性を維持し、従来の品物とほぼ同じ空気感を保つ商品を提供することが出来ると説明し、「トキオ・クマガイ」ブランドの存続に務めた。
バイヤーの間では「「トキオ・クマガイ」という独自の世界観を持っているブランドが消えるのは惜しい」「存続させるのは当然」という意見があった。しかしこのデザイン体制はあくまでも実験的な試みであった。
その後、永澤は病に倒れ入院し退社。他のデザイナーたちも退社していき、「TOKIO KUMAGAI」は1992年（平成4年）にその幕を閉じた。

## 受賞
- 1968年 - 第24回装苑賞受賞[16][1][11][8][5]。
- 1970年 - 第7回デザイン大賞 遠藤賞受賞[16][1]。
- 1987年 - 第5回毎日ファッション大賞受賞[1][8][5]。

## 参考資料
- 日外アソシエーツ株式会社 編『ジャパン WHO WAS WHO － 物故者事典 1983～1987』日外アソシエーツ株式会社、1988年3月25日、225頁。ISBN 4816907637。
- 日外アソシエーツ株式会社 編『デザイナー人名事典』日外アソシエーツ株式会社、1996年4月、118頁。ISBN 9784816913631。
- 大沼淳(監修),荻村昭典(監修),深井晃子(監修) 著、文化出版局,文化女子大学教科書部 編『ファッション辞典』文化出版局、1999年3月31日、639頁。ISBN 4579501586。国立国会図書館サーチ：R100000002-I000002770080。
- 『BRUTUS（ブルータス）2017年 10月1日号 No.855　場所 人 服 似合うの決め手。』マガジンハウス、2017年9月15日、14頁。ASIN B07574QX6S。国立国会図書館サーチ：R100000002-I000000033474-i6669152。
- 小崎哲哉『現代アートを殺さないために　ソフトな恐怖政治と表現の自由』河出書房新社、2020年12月26日、76頁。ISBN 9784309256641。